# الأمين السعيدي
الأمين السعيدي روائي تونسي من مواليد معتمدية جلمة التونسية، له مجموعة من الروايات أهمها ضجيج العميان.

## مسيرته
ولد الأمين السعيدي بمعتمدية جلمة من ولاية سيدي بوزيد، انتقل الى العاصمة تونس وعمره 14 سنة اين استقر بنهج المر باب منارة، أكمل المرحلة الثانوية فتحصل على شهادة البكلوريا آداب سنة 2006. ثم إلتحق بكلية الآداب والعلوم الإنسانية بالقيروان درس بها الاستاذية في اللغة العربية وادابها والماجستير في الحضارة وهو عضو باتحاد الكتاب التونسيين وعضو قار بمؤسسة حقوق المؤلفين التونسيين.

## مؤلفاته
صدر للأمين السعيدي خمسة روايات:
- 2018، ضجيج العميان
- 2020، المنفى الأخير
- 2020، ظل الشوك
- 2021، مدينة النساء
- 2024، أحبها بلا ذاكرة[4]